# العلاقات البليزية الغواتيمالية
العلاقات البليزية الغواتيمالية هي العلاقات الثنائية التي تجمع بين بليز وغواتيمالا.

## مقارنة بين البلدين
هذه مقارنة عامة ومرجعية للدولتين:
| وجه المقارنة                                              | بليز         | غواتيمالا       |
| --------------------------------------------------------- | ------------ | --------------- |
| المساحة (كم2)                                             | 22.97 ألف    | 108.89 ألف      |
| عدد السكان (نسمة)                                         | 374.68 ألف   | 17.26 مليون     |
| الكثافة السكانية (ن./كم²)                                 | 16.31        | 158.51          |
| العاصمة                                                   | بلموبان      | غواتيمالا       |
| اللغة الرسمية                                             | لغة إنجليزية | اللغة الإسبانية |
| العملة                                                    | دولار بليزي  | كتزال غواتيمالي |
| الناتج المحلي الإجمالي (بليون دولار)                      | 1.84 مليار   | 75.62 مليار     |
| الناتج المحلي الإجمالي (تعادل القوة الشرائية) بليون دولار | 3.05 مليار   | 126.21 مليار    |
| الناتج المحلي الإجمالي الاسمي للفرد دولار أمريكي          | 4.88 ألف     | 3.90 ألف        |
| الناتج المحلي الإجمالي للفرد دولار أمريكي                 | 8.42 ألف     | 7.45 ألف        |
| مؤشر التنمية البشرية                                      | 0.715        | 0.627           |
| رمز المكالمات الدولي                                      | +501         | +502            |
| رمز الإنترنت                                              | .bz          | .gt             |
| المنطقة الزمنية                                           | 00           | 00              |

## منظمات دولية مشتركة
يشترك البلدان في عضوية مجموعة من المنظمات الدولية، منها:
| علم المنظمة | اسم المنظمة                                                          | تاريخ انضمام بليز | تاريخ انضمام غواتيمالا |
| ----------- | -------------------------------------------------------------------- | ----------------- | ---------------------- |
|             | وكالة ضمان الاستثمار متعدد الأطراف                                   | 29 يونيو 1992     | 11 يوليو 1996          |
|             | منظمة الشرطة الجنائية الدولية                                        | ?                 | ?                      |
|             | منظمة حظر الأسلحة الكيميائية                                         | ?                 | ?                      |
|             | الاتحاد البريدي العالمي                                              | ?                 | ?                      |
|             | منظمة التجارة العالمية                                               | ?                 | ?                      |
|             | الأمم المتحدة                                                        | 25 سبتمبر 1981    | 21 نوفمبر 1945         |
|             | مؤسسة التمويل الدولية                                                | 19 مارس 1982      | 20 يوليو 1956          |
|             | يونسكو                                                               | 10 مايو 1982      | 2 يناير 1950           |
|             | مؤسسة التنمية الدولية                                                | 19 مارس 1982      | 27 أبريل 1961          |
|             | البنك الدولي للإنشاء والتعمير                                        | 19 مارس 1982      | 28 ديسمبر 1945         |
|             | وكالة حظر الأسلحة النووية في أمريكا اللاتينية ومنطقة البحر الكاريبي ‏ | ?                 | ?                      |
|             | الاتحاد الدولي للاتصالات                                             | 16 ديسمبر 1981    | 10 يوليو 1914          |

## وصلات خارجية
- موقع وزارة الخارجية البليزية
- موقع وزارة الخارجية الغواتيمالية